# Laguna de Guayatayoc
Die Laguna de Guayatayoc ist ein abflussloser Salzsee in der Puna Argentiniens. Er befindet sich auf einer Höhe von 3.450 Metern in einem abflusslosen Tal im Süden des Departamentos Cochinoca der Provinz Jujuy im Nordwesten Argentiniens.
Der See steht in Verbindung mit den Salinas Grandes del Noroeste und wird hauptsächlich vom Río de las Burras und dem Río de Abra Pampa (auch Río Miraflores genannt) mit Wasser versorgt. Der südliche Wendekreis verläuft quer über den See.
Im März und April, nach dem Ende der Regenzeit, erreicht der See eine Fläche von etwa 240 km² und eine maximale Tiefe von 6 Metern. 
Am See leben mehrere Flamingoarten: der James-Flamingo, der Andenflamingo und der Chileflamingo. 